# Boné

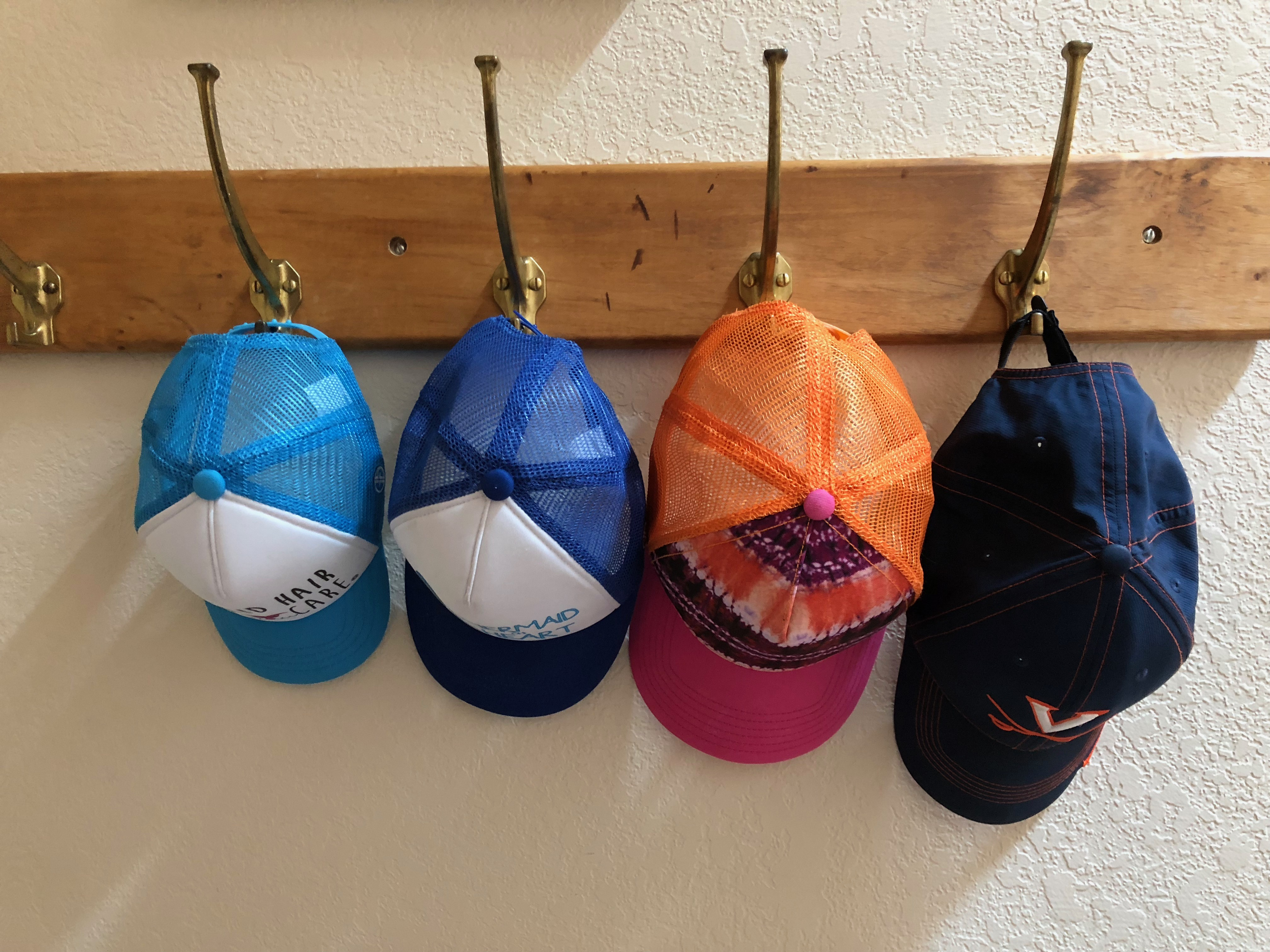
Bonés pendurados em um pendurador de madeira

O boné (do francês bonnet) é, segundo o dicionário Michaelis, um tipo de chapéu de copa redonda, sem abas, com uma pala sobre os olhos.
A configuração deste tipo de chapéu foi inicialmente concebida com o intuito de impedir que os raios solares incidissem diretamente sobre os olhos e o rosto da pessoas, propriedade que foi expandida ao longo da história, se levarmos em conta aspectos culturais e estéticos que também envolvem o uso dos bonés. Assim, entre as várias opções disponíveis, popularmente encontram-se os chapéus de aba reta (um modelo que inclui uma parte traseira fechada e versões com elástico, que se ajustam melhor à cabeça) e os de aba curva (mais convencionais).
Além dessas, existem versões esportivas, confeccionadas com tecidos que permitem uma melhor ventilação do couro cabeludo, estilos mais modernos que apresentam detalhes em couro e jeans, por exemplo, e os chamados chapéus "trucker", que possuem uma tela na parte de trás para uma ventilação eficaz. Também há os chapéus "snapback", que podem ser ajustados na parte traseira.
Dessa forma, o boné ganhou popularidade, inicialmente, entre os jogadores de beisebol, skatistas, rappers, roqueiros, entre outros, e tornou-se um dos elementos proeminentes na moda associada à cultura de rua, tornando-se uma marca de expressão cultural, e não somente como um objeto para se proteger dos raios solares. Dessa maneira, atualmente esses acessórios se popularizaram e se expandiram para além dos grupos específicos, caindo no gostos popular e atingindo diversas camadas das sociedades.

## História

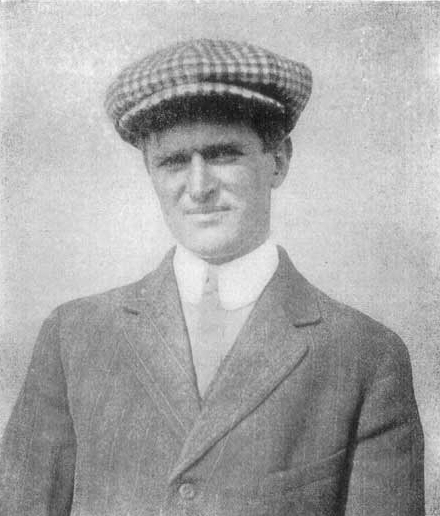
Homem com boné (1922)

O boné é um acessório derivado do chapéu, tendo sua origem diretamente relacionada a ele. Assim, ao longo da história, o chapéu desempenhou um papel marcante nas sociedades, tendo diversos fins, sendo utilizado para identificar tribos, períodos históricos e estilos diversos, por exemplo. Se buscarmos as origens da palavra, "chapéu" tem origem no latim antigo cappa, que significa uma peça usada para cobrir a cabeça. Além disso, no que diz repeito ao objeto, o primeiro registro conhecido do que seria um tipo de chapéu é o do "Pétaso", existente aproximadamente por volta de 2000 a.C. na Grécia.
Com o passar dos anos, surgiram diversos tipos de chapéus, originados em diferentes sociedades, de acordo com os aspectos culturais próprios de cada uma delas, assim, se tornaram adornos e indicadores de status social, a exemplo do renascimento. Dessa forma, durante o período da Renascença (séculos XIV a XVI), os chapéus masculinos adquiriram diferentes formas, sendo ricamente decorados e utilizados por homens poderosos, nessa mesma época, as boinas também surgiram na Itália. Além disso, durante a Revolução Francesa (1789-1799), que trouxe uma simplificação nas vestimentas, surgiram os chapéus de copa alta com formato côncavo, que posteriormente evoluíram para as cartolas.
No contexto da moda feminina, após a Revolução Francesa (século XIX), surgiram os gorros com abas largas, que eram amarrados abaixo do queixo com uma fita ou faixa. Esses gorros eram confeccionados com diversos materiais, como peles, cetim, veludo, feltro para o inverno e palha e tecidos leves para o verão. Eles eram adornados com plumas e outros enfeites. Mais tarde, por volta de 1860, esses gorros foram substituídos por chapéus feitos de tecido ou outros materiais, que eram fixados à cabeça com alfinetes ou grampos. Esses chapéus se tornaram bastante populares na época.
Entre todas as evoluções nesse segmento, uma foi particularmente revolucionária, a ponto de receber uma denominação própria: o boné de esporte. Com sua copa justa e aba longa, esse tipo de boné surgiu no mundo esportivo no final do século XIX e se popularizou nos Estados Unidos por meio do beisebol. O boné de painéis foi inicialmente usado por um açougueiro inglês por volta de 1800. Na década de 1920, o Príncipe de Gales elevou o status desse acessório ao utilizar um boné de seis painéis, que foi batizado com o nome de "Windsor". A partir dos anos 1960, o boné se popularizou ainda mais e passou a ser confeccionado em uma variedade de materiais, como veludo, vinil, sarja, entre outros. O modelo básico possui painéis e pregas na parte frontal, aba e abertura traseira com uma presilha para ajustar o tamanho de acordo com a circunferência da cabeça.

## Os bonés de Beisebol nos Estados Unidos do século XIX

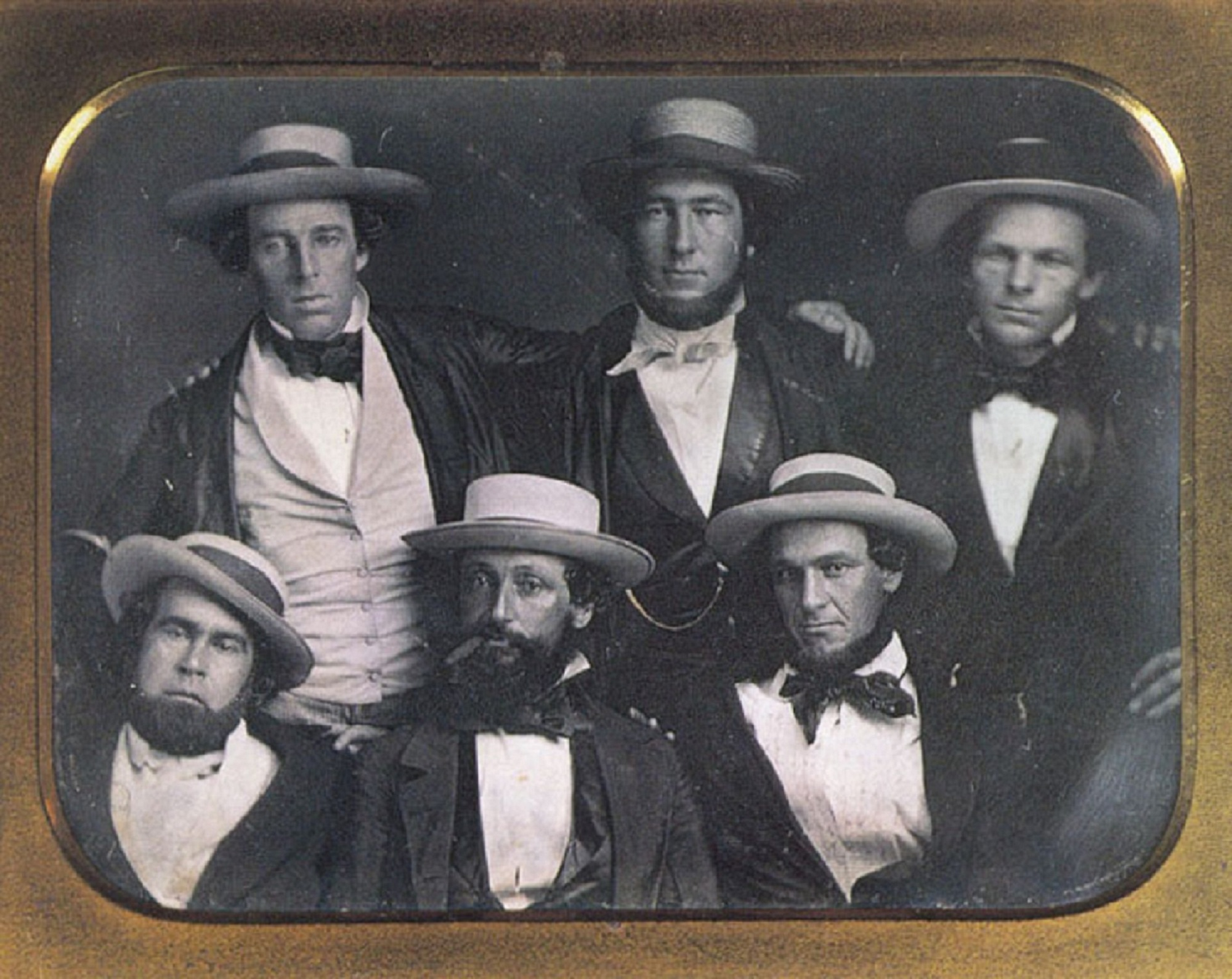
Clube de Beisebol New York Knickerbockers. Fotografia de 1847.

Os New York Knickerbockers, considerados pioneiros do beisebol e o primeiro time oficial formado em 1845, levaram quatro anos para adotar o uso de bonés específicos para o esporte. A decisão de adotar os bonés foi motivada pelo reconhecimento de que eles proporcionariam melhor visibilidade, ajudando os jogadores a acompanhar as bolas lançadas no ar, especialmente sob a luz solar intensa. No entanto, ao invés dos bonés de beisebol que estamos acostumados a ver atualmente, os Knickerbockers optaram por utilizar chapéus de palha. Essa escolha peculiar refletia a moda da época e marcou uma etapa importante na evolução dos equipamentos utilizados no beisebol.

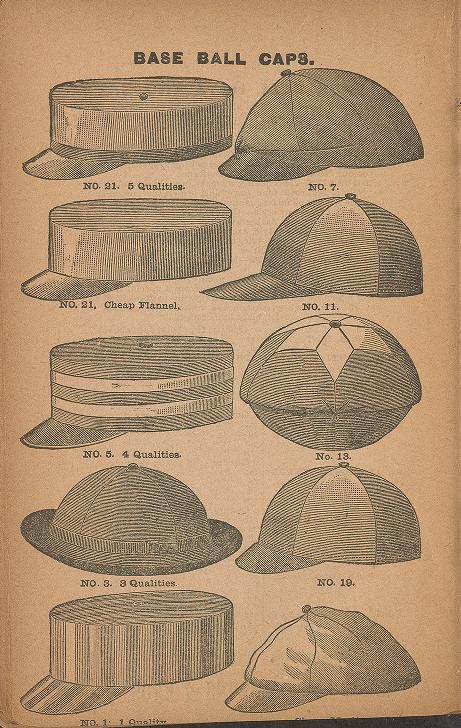
Os primeiros bonés de baseball. Ilustração retirada do Spalding’s Base Ball Guide of 1888

Durante os anos 1850, especialmente no final dessa década, há uma abundância de imagens que retratam pessoas usando um tipo de chapéu que hoje associamos a um boné de beisebol. Esse boné apresentava uma coroa e uma aba que se projetava em apenas uma direção, diferentemente dos modelos que cobrem toda a circunferência da cabeça. Por muitos, esse objeto não foi considerado uma inovação revolucionária, uma vez que algo similar já era usado por jóqueis em corridas de cavalos há muitos anos. O termo "boné de beisebol" é utilizado devido à associação cultural com o esporte, especialmente nos Estados Unidos, mas vale ressaltar que ele não foi inventado especificamente para o beisebol, já existindo há muito tempo.
Apesar do crescente uso dos bonés de beisebol, havia uma lacuna significativa: a ausência de um logo na parte da frente. Esse marco foi alcançado somente em 1894, quando o Boston Baseball Club - atualmente conhecido como Atlanta Braves - tornou-se o pioneiro ao incorporar letras em seus bonés, adotando um estilo de monograma. No ano seguinte, outras três equipes juntaram-se à tendência, ampliando a diversidade visual nos campos de beisebol.
Foram necessários mais sete anos até que um mascote aparecesse pela primeira vez em um boné da Major League, quando o Detroit Tigers exibiu com orgulho um tigre vermelho em um boné escuro em 1901. O tigre - que se assemelhava um pouco a um desenho infantil do animal - foi substituído pela letra "D" em 1903, e um ano depois surgiu a agora icônica forma da letra no estilo Olde English.

Embora os Tigres sejam frequentemente creditados como os primeiros a usarem o mascote no boné, talvez isso não seja totalmente preciso. Tom Shieber, curador sênior do National Baseball Hall of Fame and Museum, afirmou:
"Eu diria que os Tigers de 1901 são o primeiro time da Major League a colocar a imagem do apelido do time em seu boné. Agora, isso é uma linguagem muito específica. Na verdade, em outubro de 1894, quando Baltimore enfrentou os Giants na série Temple Cup - que era uma forma de campeonato mundial - Baltimore usou bonés especiais apenas para o evento e tinha uma asa laranja na frente. Isso é um logotipo. É uma identidade gráfica."

### Produção em larga escala
Em abril de 1980, a New Era trouxe uma mudança significativa para o mercado de bonés ao veicular um anúncio na edição do Sporting News. Consciente de que os fãs ocasionalmente entravam em contato diretamente com a fábrica em busca de bonés personalizados, a empresa decidiu testar a demanda por esses produtos através do anúncio. Inicialmente, eles estimaram que apenas algumas dezenas de leitores seriam motivados a adquirir os bonés.
Algumas semanas após a veiculação do anúncio, David Koch, pai do atual CEO Chris Koch, foi buscar a correspondência na agência dos correios e acabou descobrindo que havia sete sacos enormes cheios de envelopes de pedidos por correio. Ao retornar à fábrica e jogar as encomendas no chão, Koch percebeu que havia um problema, pois toda a produção era feita sob encomenda. A partir daí, o mercado de bonés para fãs decolou.

## O boné no século XXI
Devido à sua versatilidade, utilidade e baixo custo, o boné também conquistou o mercado publicitário e se tornou uma das peças mais utilizadas para a divulgação de marcas, produtos ou eventos, se expandindo muito além dos limites estadunidenses, grandes responsáveis pela popularização do acessório. Assim, em transmissões esportivas, por exemplo, é comum observar a preocupação dos entrevistados em destacar a logomarca do patrocinador por meio do uso do boné.

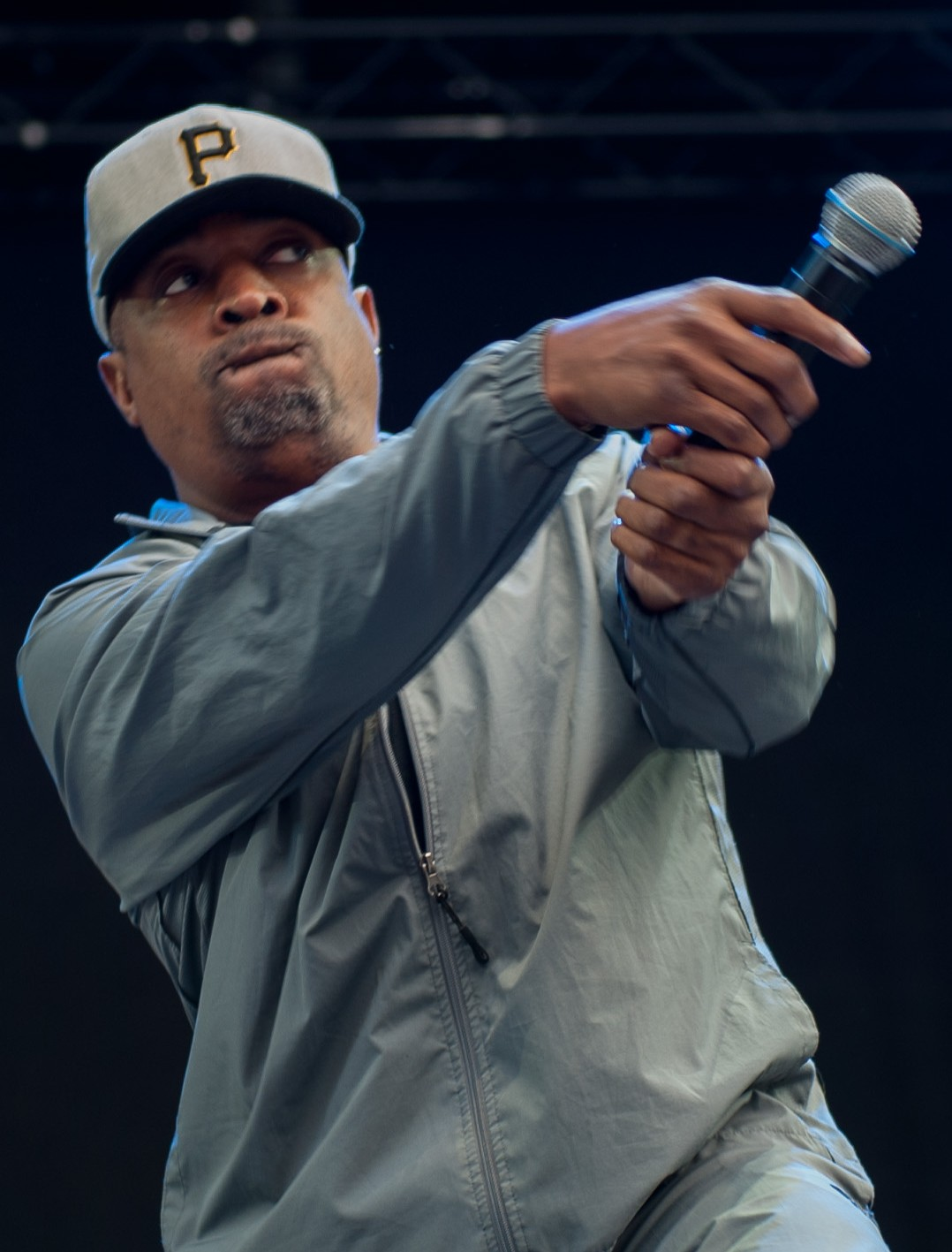
Chuck D, do grupo Public Enemy, usando o boné dos Pirates enquanto performa.

Esse novo uso para o boné também impulsionou a produção dos bonés, que antes era artesanal, familiar e limitada, passando a ser fabricada em larga escala por empresas especializadas. Tom Shieber, curador sênior do National Baseball Hall of Fame and Museum, afirmou:
"O boné de beisebol é uma ferramenta de marketing incrivelmente eficaz. Por muito tempo, eles não perceberam seu potencial como uma ferramenta de marketing. No entanto, atualmente as pessoas já entenderam isso, não é mesmo? Quero dizer, existem negócios inteiros que se baseiam nisso. Porque o boné está ali, bem visível. É como um outdoor sobre sua cabeça, capturando a atenção das pessoas."
O boné é utilizado por homens e mulheres de todas as idades, sendo especialmente popular entre os adolescentes, independente de gênero, o que é uma caraterística do seu uso na contemporaneidade. Assim, ele pode ser comumente usado em atividades esportivas e na praia, desempenhando principalmente a função de proteger a cabeça dos raios solares e evitar que a luz incida diretamente nos olhos, tal qual suas origens, mas guardando características e escolhas que por vezes podem ser mais estéticas que funcionais, como exemplo, nota-se que algumas pessoas também usam o boné com a aba voltada para trás. Os quepes militares são considerados um subtipo de boné, mas ainda se enquadram dentro do grupo desses acessórios, sendo mais um exemplo das diversas possibilidades de usos deles.

### Os bonés na cultura pop

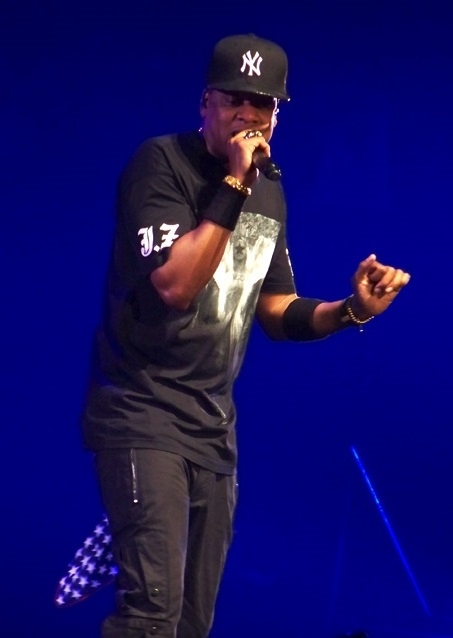
Jay-z perfomando no Staples Center, usando o boné do New York Yankees.

Conforme os bonés se popularizaram e os fãs passaram a adquiri-los freneticamente, foi a cultura pop que consagrou o boné de beisebol como um elemento indispensável da cultura americana e uma peça de moda totalmente aceitável. A série "Magnum, P.I." transformou as camisas havaianas e os bonés dos Tigers em itens elegantes, enquanto Tom Selleck, solucionava crimes no Havaí. Devido ao seu amor por Roberto Clemente, Chuck D do Public Enemy usava um boné dos Pirates, levando o "P" preto e dourado às massas.

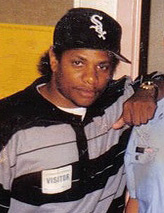
Eazy-E usando boné do time de baseball Chicago White Sox.

Eazy E do N.W.A transformou o boné preto e branco dos White Sox em um item de moda indispensável, que combinava com qualquer roupa, e ganhou um novo destaque quando Chance the Rapper adotou-o como seu acessório icônico.
Na virada dos anos 80 para os anos 90, um momento icônico marcou a ascensão do grupo N.W.A, especialmente quando Eazy-E passou a usar o boné dos White Sox. Esse evento foi destacado como uma transformação significativa para o boné, que deixou de ser apenas um símbolo da cidade de origem e paixão pelo esporte para se tornar um ícone de estilo e estética. O uso dos bonés pelos membros do N.W.A. transmitia uma mensagem de atitude, moda e a adoção do estilo esportivo casual como parte de um estilo de vida moderno e descolado.

Dr. Jabari Evans, professor assistente de Raça e Mídia na Universidade da Carolina do Sul, destaca:
"Jay-Z fez com que você pudesse usar um smoking com um boné dos Yankees, sabe? As coisas já não eram mais indicativas de onde você era. Agora, era mais uma indicação de estilo e de entender como combinar. O boné dos Yankees se tornou algo que você poderia usar a qualquer momento."

## O Brasil no circuito da moda: Apucarana, a capital do boné
Embora tenha suas origens internacionais, na contemporaneidade os bonés se difundiram à ponto de estarem presentes em escala mundial, variando conforme a cultura na qual se desenvolvem. Assim, no cenário nacional também há espaços de destaque para os bonés, a exemplo de Apucarana  que é uma cidade localizada no Vale do Ivaí, no estado do Paraná, Brasil. Conhecida como a capital brasileira do boné, grande parte da economia e da cultura local giram em torno do mercado dos bonés
Nela os visitantes são "recepcionados" por um boné gigante logo que chegam na cidade, sinalizando que estão adentrando a capital nacional dos bonés.
Observando as ruas do município é possível confirmar a vocação local, onde até os pontos de ônibus têm o formato do acessório. Além disso, o setor de bonés é um dos segmentos incluídos no programa "Feito no Paraná", criado pelo Governo do Estado para promover e valorizar empresas e produtos paranaenses.
A partir dos anos 1970, a região começou a se destacar pela produção de bandanas e bonés, que eram vendidos principalmente nas áreas litorâneas do Paraná. Hoje em dia, existem cerca de 2.200 empresas na área, que proporcionam aproximadamente 10.000 empregos diretos e mais 10.000 empregos indiretos.
Em 2010, a cidade conquistou o título de Capital Nacional do Boné, sendo oficialmente reconhecida pela Lei Federal nº 2.793/08. De acordo com informações fornecidas pelo Sindicato das Indústrias do Vestuário de Apucarana e Vale do Ivaí (Sivale), cerca de 4 milhões de bonés são produzidos mensalmente na cidade, o que equivale a aproximadamente metade da produção nacional.

## Usos políticos dos bonés
Como todo item de moda, tendo sua formação histórica e usos sociais levados em consideração, o boné também representa uma expressão sócio-política de quem os usa, ou seja, quando usamos um item da moda estamos expondo ao mundo o que somos e como pensamos, sendo comummente foco de diversos debates e, por vezes, alvo de vigilância, controle social e, sobretudo, disputa política e ideológica, que permeiam o debate público sobre os seus usos e proibições em diversos ambientes, como o escolar, por exemplo, onde o seu uso pode ser associado a uma falta de respeito, ou atitude transgressora.
Nesse sentido, conforme observado em exemplos anteriormente expostos, tal como o do boné na cultura pop, reforçam esse uso político e até propagandista do boné. Vejamos duas situações contemporâneas que chamam atenção ao tema, sendo elas as eleições presidenciais dos Estados Unidos (2018) e as eleições presidenciais do Brasil (2022), contextos nos quais os usos políticos e propagandistas do boné puderam ser observados durante a corrida eleitoral.

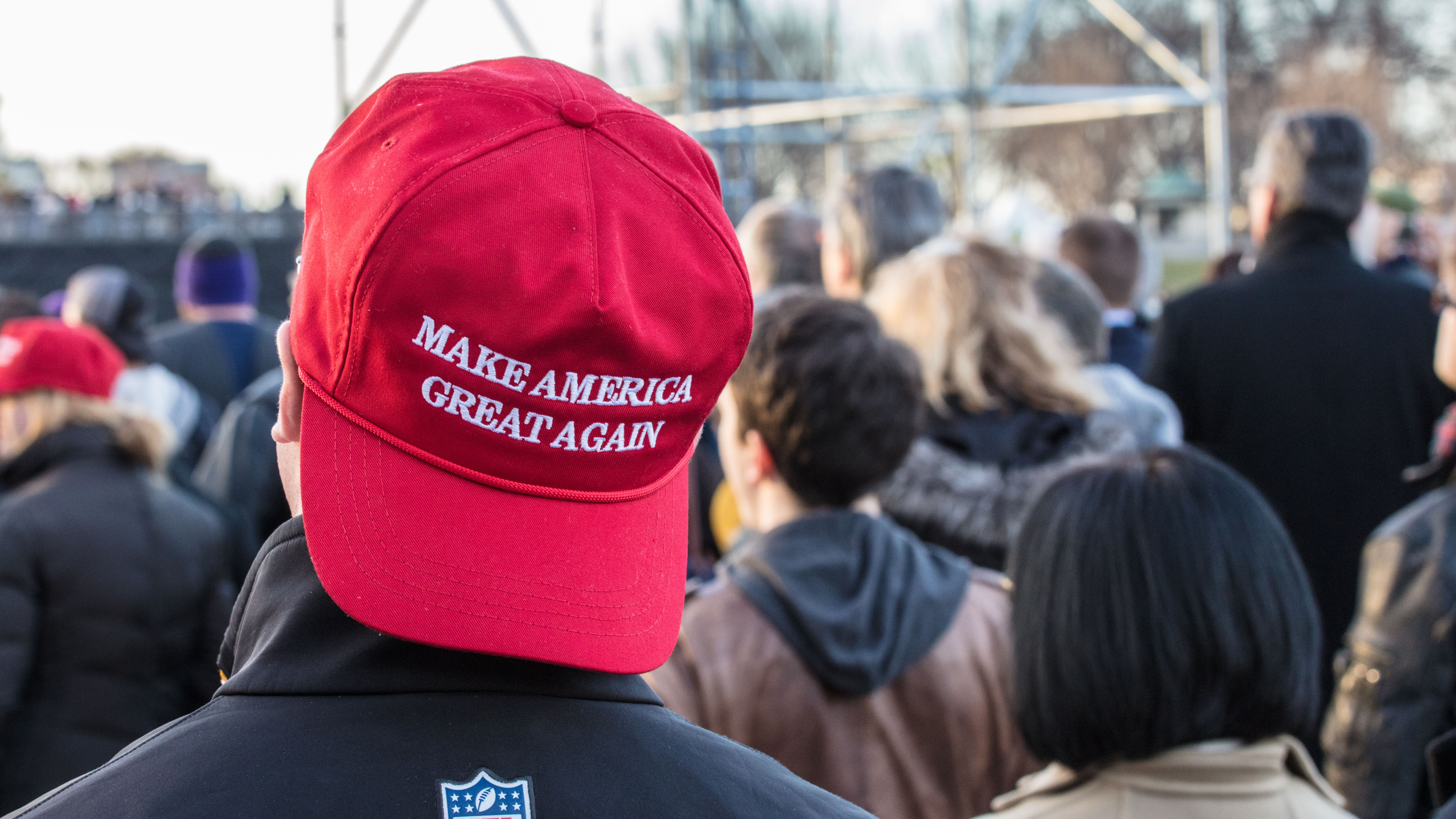
Boné contendo a frase: Faça os Estados Unidos grandes de novo

Dessa forma, nesse contexto, Donald Trump (2018) utilizou o slogan "Make America Great Again" em sua campanha, em especial no boné. Tal frase representava a ideia de fazer a américa grande outra vez, um discurso nacionalista e anti-imigração e orientado para um ideologia mais conservadora, de proteção nacional. Por outro lado, o candidato Lula(2022) também se utilizou do boné com a sigla CPX, que significava "complexo", referência a alguns conjuntos de favelas na cidade do Rio de Janeiro, deixando representar uma ideia de governo que abarcasse as favelas enquanto atores políticos na eleições daquele ano.
Por fim, tem-se dois exemplos notáveis do uso político, e na política, do boné, que ao longo de sua transformação histórica passou a ser muito mais que um simples artigo de moda ou proteção contra raios solares. Dessa forma, o boné também se tornou um mecanismo de propaganda e expressão pessoal, ou seja, uma forma de se colocar, mostrar e comunicar com o mundo. Em suma, é um objeto totalmente versátil, que tem seu uso constantemente disputado e transformado.

## Modelos de Bonés

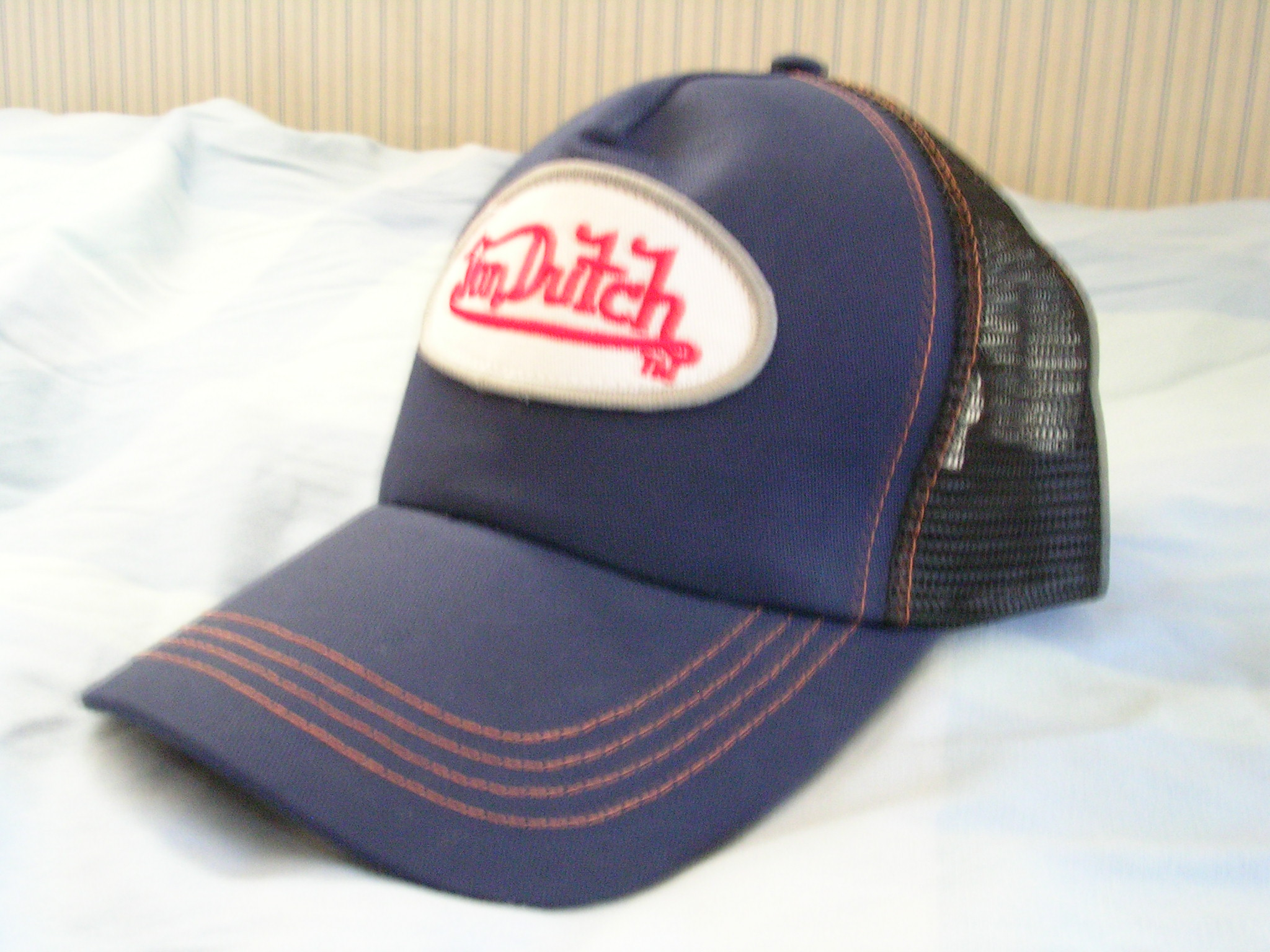
Boné estilo beisebol, o mais comum
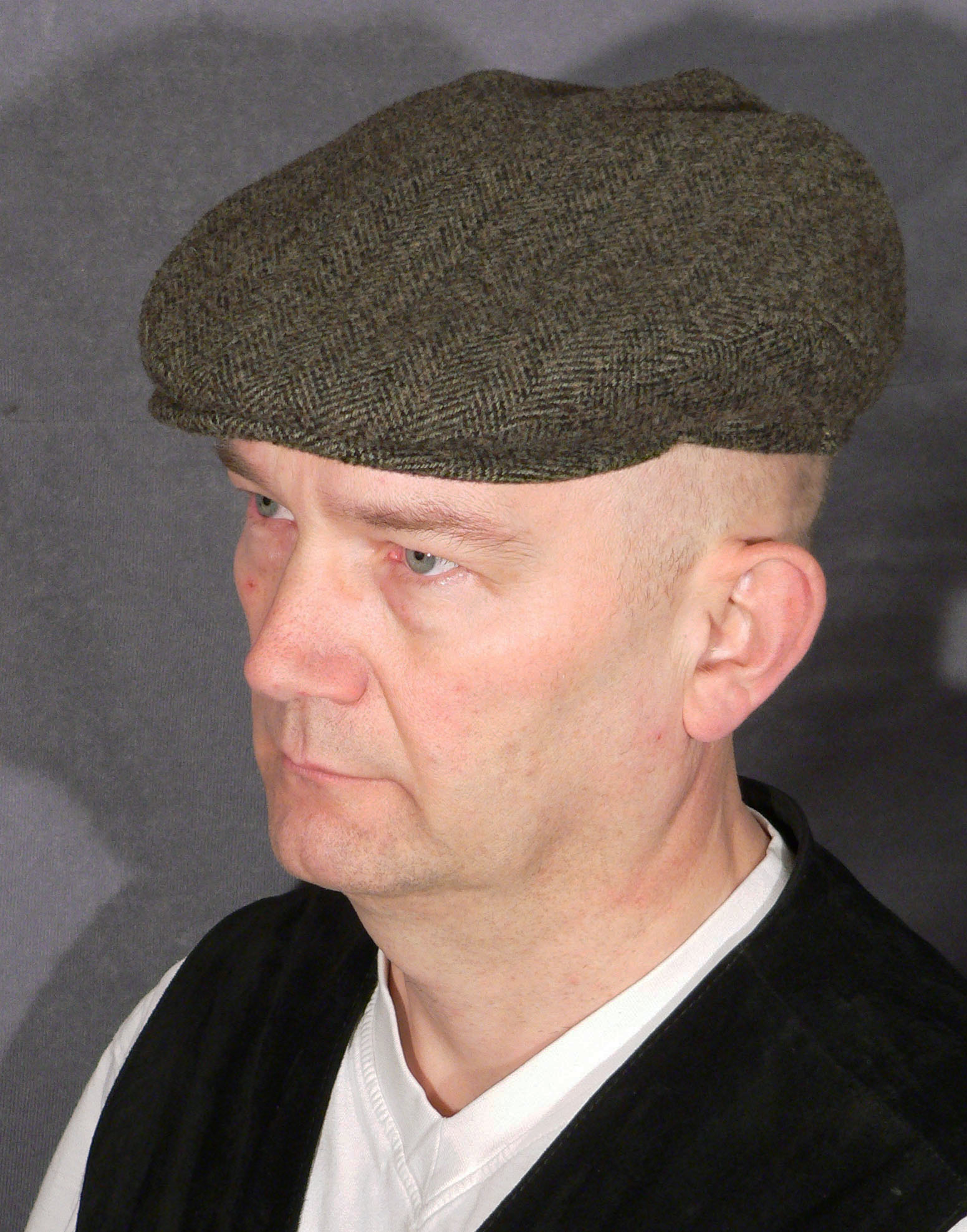
Boné estilo italiano (coppola)
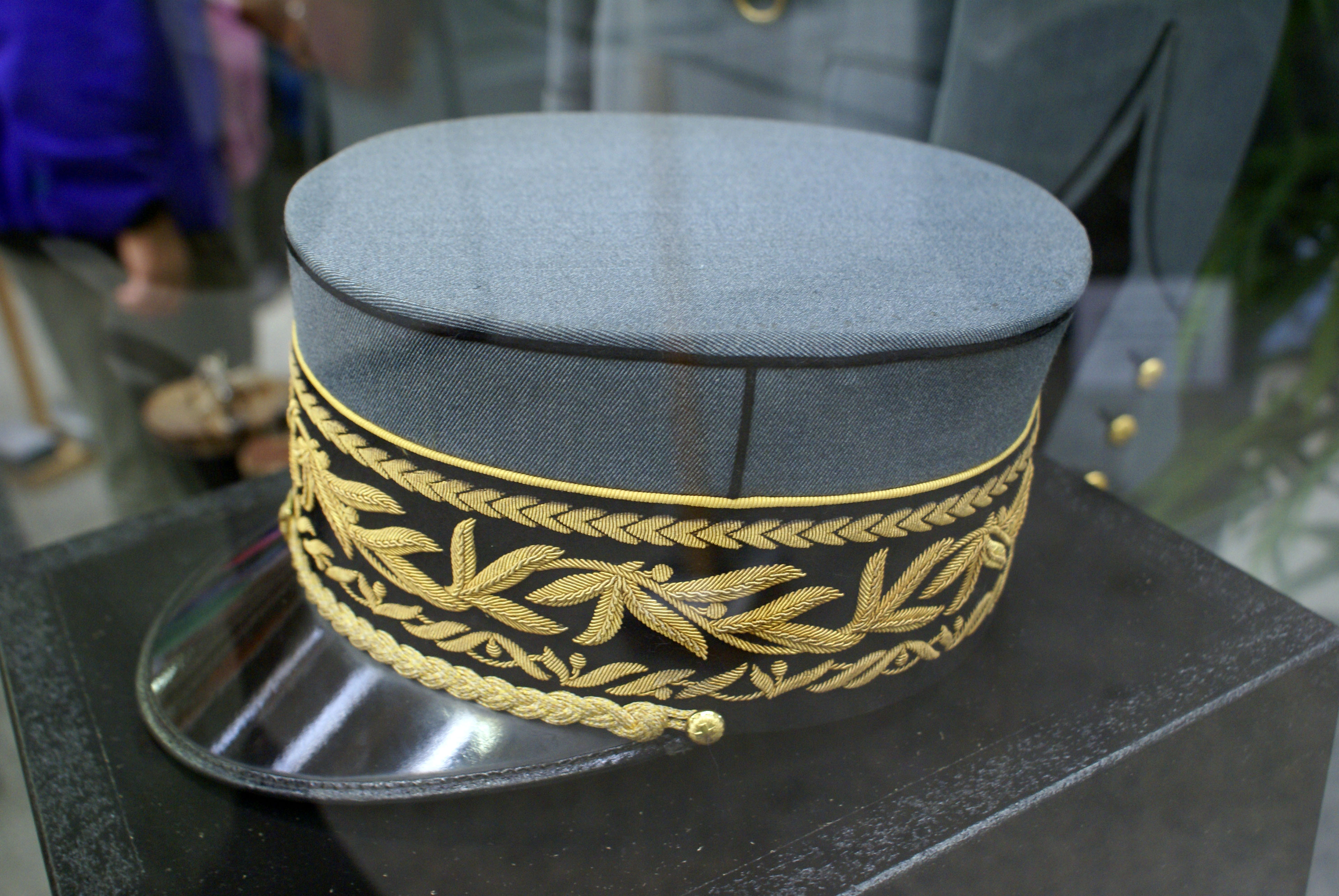
Boné militar estilo francês (quepe)
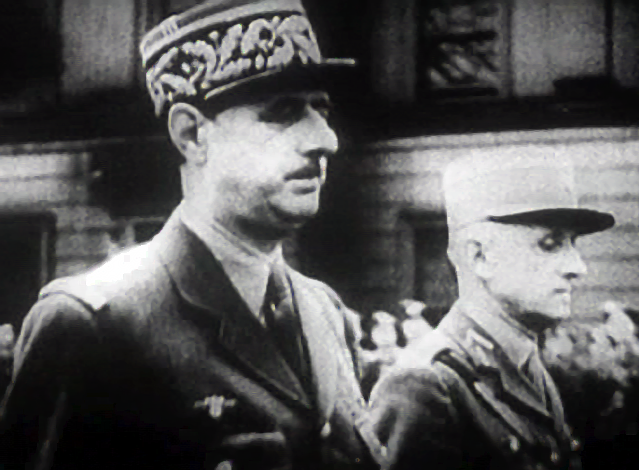
General Charles de Gaulle com boné militar (quepe)
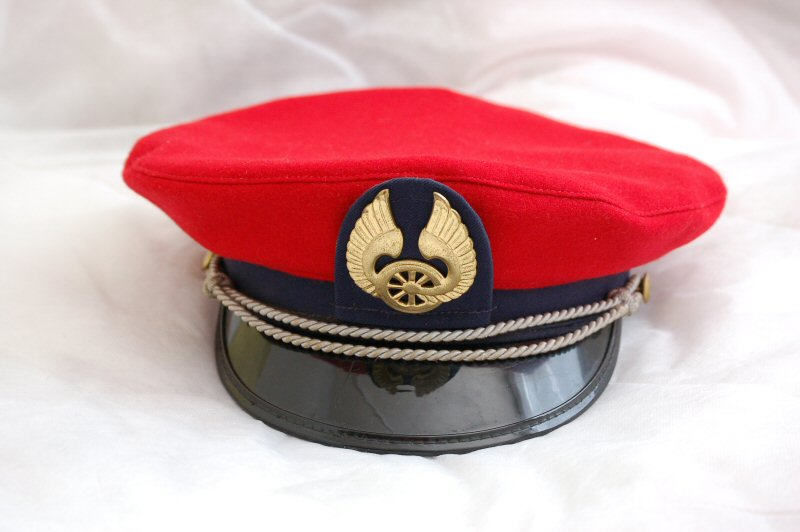
Boné de maquinista de trem  finlandês
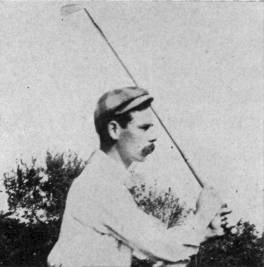
Golfista com boné em 1895
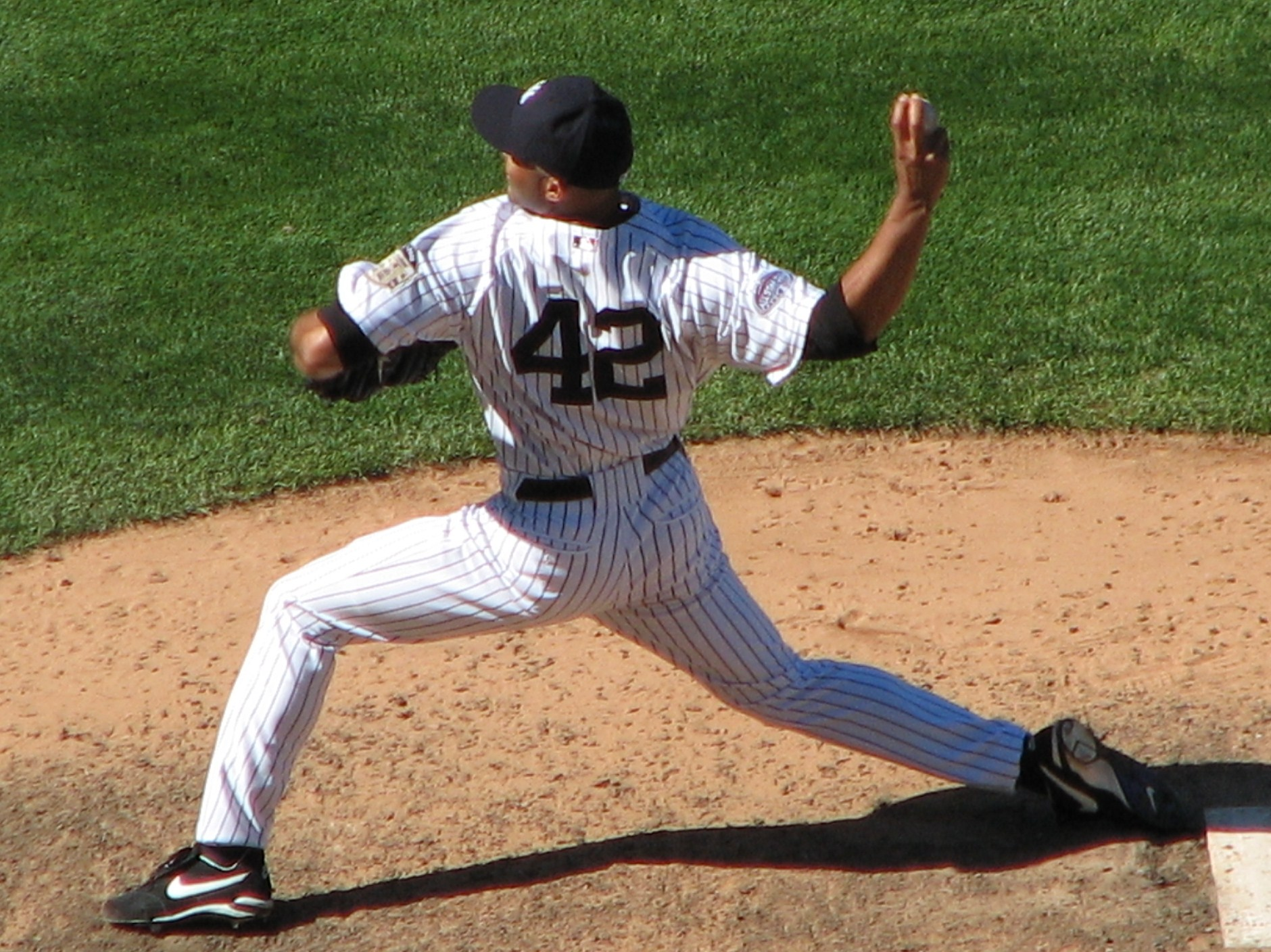
Jogador de beisebol com boné

## Ligações Externas
- A História da New Era
- A Cultura do Boné Trucker
- Brasileiros compram boné americano sem saber do que se trata, diz New York Times - Valor
- Uma ideia na cabeça: boné do MST ganha cada vez mais adeptos e é sucesso de vendas - Brasil de Fato